# 246 f.Kr.

## Händelser

### Efter plats

#### Egypten
- Egyptens kung Ptolemaios II dör och efterträds av sin son Ptolemaios III. Vid Ptolemaios II:s död består Egypten av hela det antika kungariket Egypten längs Nildalen, Kyrene, Judeen och södra Syriens kust, Cypern och ett antal städer vid och på Egeiska havets stränder och öar. De makedoniska ptolemaierna uppehåller herraväldet över territorierna med hjälp av en liten legohär, bestående av makedonier och greker.

#### Seleukiderriket
- Antiochos II lämnar sin hustru Berenike för att återigen leva med sin första hustru Laodike och sin son Seleukos. Laodike förgiftar honom dock och utropar sin son till kung under namnet Seleukos II Kallinikos, medan hennes anhängare i Antiochia i Syrien dödar Berenike och hennes barn, som har tagit sin tillflykt till Dafne nära Antiochia.
- Berenikes bror Ptolemaios III bestämmer sig för att hämnas mordet på sin syster genom att invadera Syrien, vilket inleder det tredje syriska kriget (även känt som det laiodikiska kriget). Ptolemaios III:s flotta avancerar, möjligen med stöd av rebeller i de berörda städerna, mot Seleukos II:s styrkor så långt som till Thrakien, över Hellesponten, och erövrar samtidigt några öar vid den anatoliska kusten.
- Ptolemaios III vinner stora segrar över Seleukos II i Syrien och Anatolien samt ockuperar en kort tid Antiochia. Dessa segrar störs dock av förlusten av Kykladerna till Antigonos II Gonatas genom slaget vid Andros.
- Seleukos II Kallinikos mor Laodike försöker ta kontrollen över Seleukiderriket genom att insistera på att Seleukos II skall utnämna sin yngre bror Antiochos Hierax till medregent och ge honom allt seleukidiskt territorium i Anatolien. Antiochos förklarar sig snabbt självständig och börjar kriga mot sin bror.
- För att säkra den baktriske kungen Diodotos I:s vänskap arrangerar Seleukos II bröllop mellan en av sina systrar och kung Diodotos.

#### Romerska republiken
- Eftersom Hamilkar Barkas håller på att nöta ut den romerska armén nere på Sicilien börjar romarna, med privata medel, bygga upp en ny flotta, med målet att återta herraväldet till sjöss.
- I Rom ökas antalet praetorer från en till två. Den andra praetorn utnämns som avlastning i det juridiska arbetet och för att ge republiken en magistrat med Imperium, så att denne kan leda en armé i nödfall, när båda konsulerna är upptagna av krigshandlingar på annat håll.

#### Kina
- En bevattningskanal, som är uppskattningsvis 15 mil lång, byggs genom den nuvarande kinesiska provinsen Shenxi, vilket kraftigt ökar den agrara produktionen i området och Qindynastins militära potential.

## Födda
- Arsinoe III, drottning av Egypten från 220 f.Kr., dotter till Ptolemaios III och Berenike II (död 204 f.Kr.)

## Avlidna
- Ptolemaios II Filadelfos, kung av Egypten från 285 f.Kr., kung av den ptolemaiska dynastin, som har utökat sin makt genom kraftfull diplomati, utvecklat jordbruk och handel samt gjort Alexandria till ett ledande centrum inom konst och vetenskap (född 308 f.Kr.)
- Antiochos II Theos, kung över de seleukidiska områdena i Mellanöstern från 261 f.Kr. Han har ägnat mycket av sin regeringstid åt krig med Egypten och därvid återtagit mycket av det territorium i Anatolien, som har gått förlorat under tidigare krig mellan de ptolemaiska och seleukidiska dynastierna (född omkring 287 f.Kr.)
- Berenike Syra, dotter till Ptolemaios II Filadelfos och Arsinoe I, hustru till den seleukidiske härskaren Antiochos II Theos, som därvid har övergivit sin första hustru Laodike, vars barn Berenike har övertalat honom att avföra från tronföljden till förmån för hennes egna